# Calvin Harris
Adam Richard Wiles, bedre kendt som Calvin Harris (født 17. januar 1984 i Dumfries, Skotland) er en skotsk musiker.
Hans musik er en blanding af disco, electronica og indie. Han har blandt andet hittet med singlen Acceptable In The 80s, der nåede top 10 på UK Singles Charten i starten af 2007. Videoen til nummeret handler om moden og kulturerne i 80’erne, men ellers er teksterne ikke det vigtigste i Calvins musik, det vigtige er at få folk til at danse.
Den unge skotte, der før var ansat i det lokale stormagasin Marks & Spencers' som hylde-stabler, udkom i 2007 med debutalbummet I Created Disco. Optagelserne til albummet skulle eftersigende have været ret billige, da Calvin brugte en gammel Amiga computer til at kreere sin musik.
Calvin siger selv: 
| Citat | I'm not the kind of dude who buys sound on sound. I know if something sounds nice. If it does, I'll keep it. If not, I'll try and make it nice. You don't need to splash out on technology. | Citat |
|       | |       |

Calvin Harris supportede det britiske dance-act Faithless på deres UK-tour i foråret 2007. Calvin har ingen dj-erfaring, så live foretrækker han at synge frem for at stå bag mixeren, og med sig har han sit live-band. 
Samme år stod Calvin bag to numre på Kylie Minogue-albummet X og var sidste år gæst på Dizzee Rascal-singlen Dance Wiv Me. 
I øjeblikket arbejder han sammen med den engelske sangerinde Sophie Ellis-Bextor på materiale til hendes kommende fjerde album.
Den single han slog igennem med på verdensplan hed I'm Not Alone" som i februar 2009 blev udnævnt til Hottest Record in the World af Radio 1's Zane Lowe og var et par uger forinden Pete Tongs Essential New Tune. 
I forår og sommer 2011 udgav Calvin 4 nye singler; "Bounce (feat. Kelis)", "Awooga" "Feel So Close", og senest "We Found Love (feat Rihanna)".
Heraf blev "Bounce", "Feel So Close" og We Found Love" kæmpehits på den danske musikscene sommeren over. 
Gennem 2013 og 2014 har Harris storhittet med singler som "I need your love", "Under control", "Summer" og "Blame".
Ifølge Forbes var Harris den bedst betalte DJ i 2013 og 2014.

## Diskografi
- I Created Disco (2007)
- Ready for the Weekend (2009)
- 18 Months (2012)
- Motion (2014)
- Funk Wav Bounces Vol. 1 (2017)
- Funk Wav Bounces Vol. 2 (2022)

## Turnéer
- Groove Armada: Soundboy Rock tour (2007)
- Faithless: To All New Arrivals tour (2007)
- Ready for the Weekend tour (2009–2010)
- Deadmau5 og Skrillex: Unhooked tour (2010)
- Rihanna: Last Girl on Earth (2010–2011)
- Rihanna: Loud Tour (2011)
- Greater Than Tour (med Tiësto), UK and Ireland (2012)